# 娛樂星聞 歡樂有約
《娛樂星聞 歡樂有約》，簡稱《歡樂有約》，是中國電視公司（中視）星期六晚間現場直播大型綜藝節目，是《娛樂星聞 小燕有約》的接檔節目，製作單位是百是傳播，製作人是黃義雄，主持人是曹啟泰與陳美鳳，播出期間為1994年4月2日至1995年5月27日，共44集。中視大樂隊伴奏。每集收播前，男女合音合唱主題曲。

## 歷史
1994年3月23日，中視召開記者會公布：㈠《娛樂星聞 歡樂有約》主持人為曹啟泰與陳美鳳，助理主持人為辛隆與李祖寧；㈡《娛樂星聞 歡樂有約》開播日期定為1994年4月2日。
1994年3月26日20:00～21:00，《娛樂星聞 小燕有約》播出最後一集並宣告停播。1994年4月2日20:00～21:30，《娛樂星聞 歡樂有約》開播。

## 單元
〈紅白對抗〉
來賓分成紅隊與白隊，進行趣味對抗賽。

## 事件
「收視率第一」之爭
1994年4月，《娛樂星聞 歡樂有約》前兩集中，主持人曹啟泰與陳美鳳均宣布，依據潤利事業有限公司（Rainmaker）與紅木市場研究顧問公司（Red Wood Research Service Co.）的收視率調查報告，該節目收視率第一；另一家收視率調查公司「伸燕」則調查臺灣電視公司（台視）綜藝節目《龍兄虎弟》領先《娛樂星聞 歡樂有約》11.5%。1994年4月16日晚間，《龍兄虎弟》製作單位大東影藝委託蓋洛普市場調查公司（Gallup Market Research Corp., Taiwan）調查收視率，結果發現《龍兄虎弟》平均收視率領先《娛樂星聞 歡樂有約》4.6%。《龍兄虎弟》製作人彭達批評：「國內收視率制度受『人為因素』操縱嚴重，方法不客觀，制度不公正，導致製作費無法真正花在節目上，圖利了『他人』。而『人為』操作的不實收視率，又造成廣告廠商錯誤的投資，影響甚巨。我希望公平會能出面調查此事，讓觀眾、製作單位、電視台、廣告廠商有真正的收視率依據。」1994年4月17日，黃義雄表示，他不能相信蓋洛普的這項調查結果，除非《龍兄虎弟》連續領先20次。